# ペッカ・ユハニ・ハンニカイネン
ペッカ・ユハニ・ハイニカイネン（Pekka Juhani Hannikainen, 1854年12月9日 ヌルメス – 1924年9月13日 ヘルシンキ）は、フィンランドの合唱指揮者で声楽曲の作曲家。息子たちも著名な作曲家に大成した。

## 略歴
ヘルシンキに学び、1882年から1885年までヘルシンキ大学男声合唱団の指揮者を務める。1887年から1917年までユヴァスキュラで音楽教師を務める傍ら、1887年から1891年までフィンランド初の音楽雑誌の編集者となった。地元ヘルシンキで合唱曲や歌曲を作曲するかたわら、フィンランド民謡や民族舞曲の編曲を手懸けている。
ピアニストになった長男イルマリや、次男で作曲家のヴァイノ、チェリストの三男タウノも、それぞれに職業音楽家として名を揚げた。